# Podatek leśny

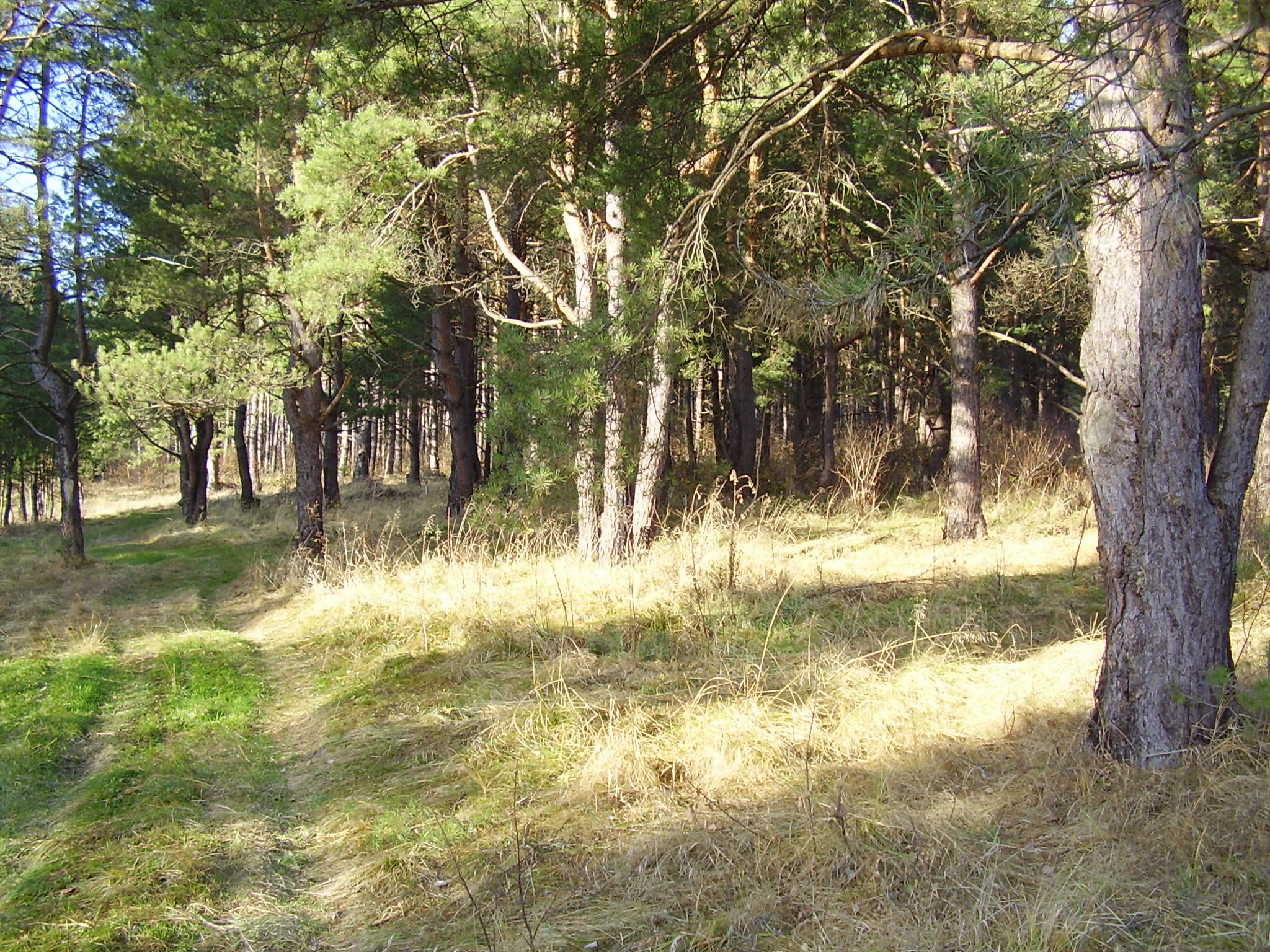
Fragment lasu sosnowego – boru

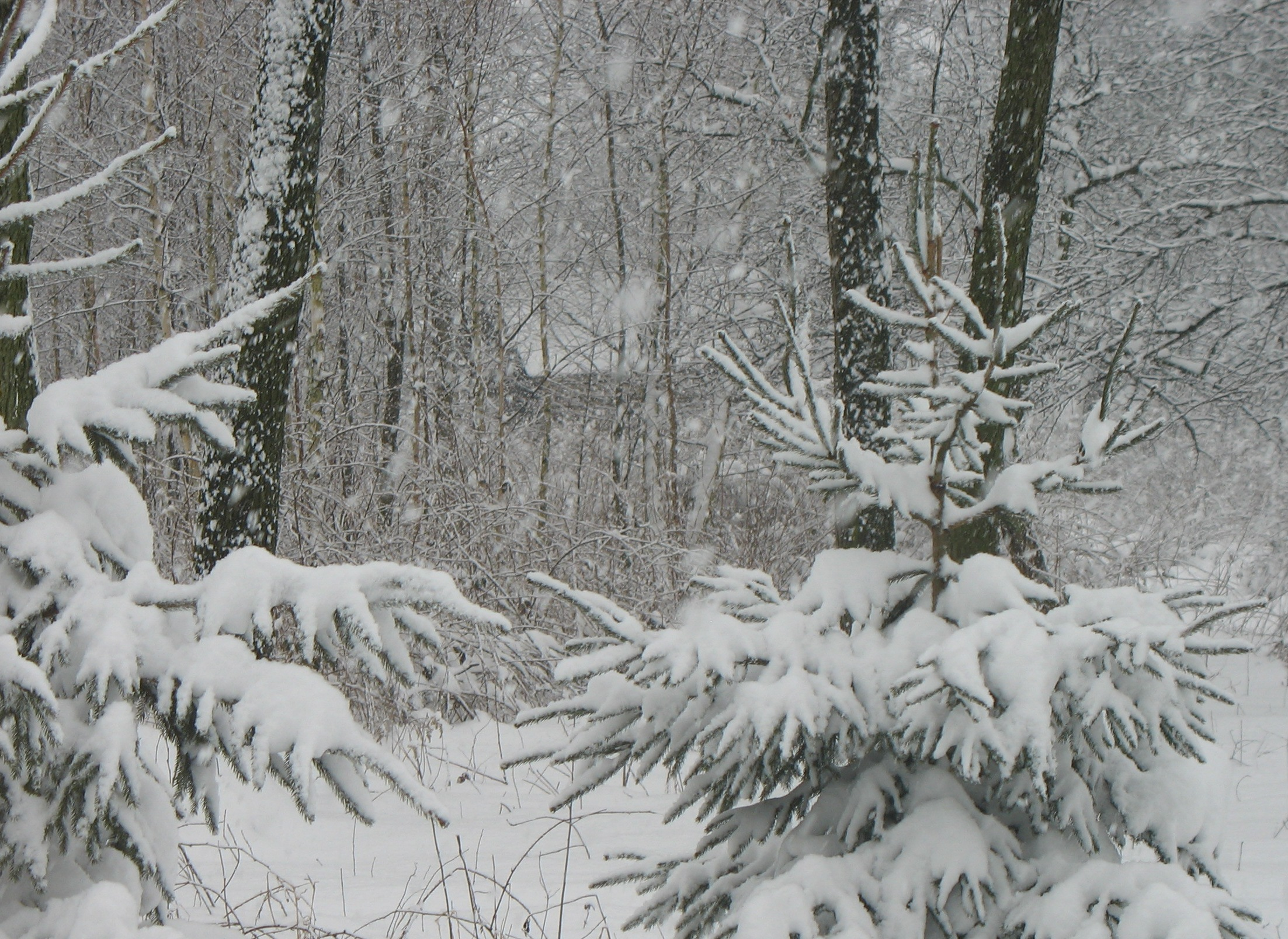
Las zimą

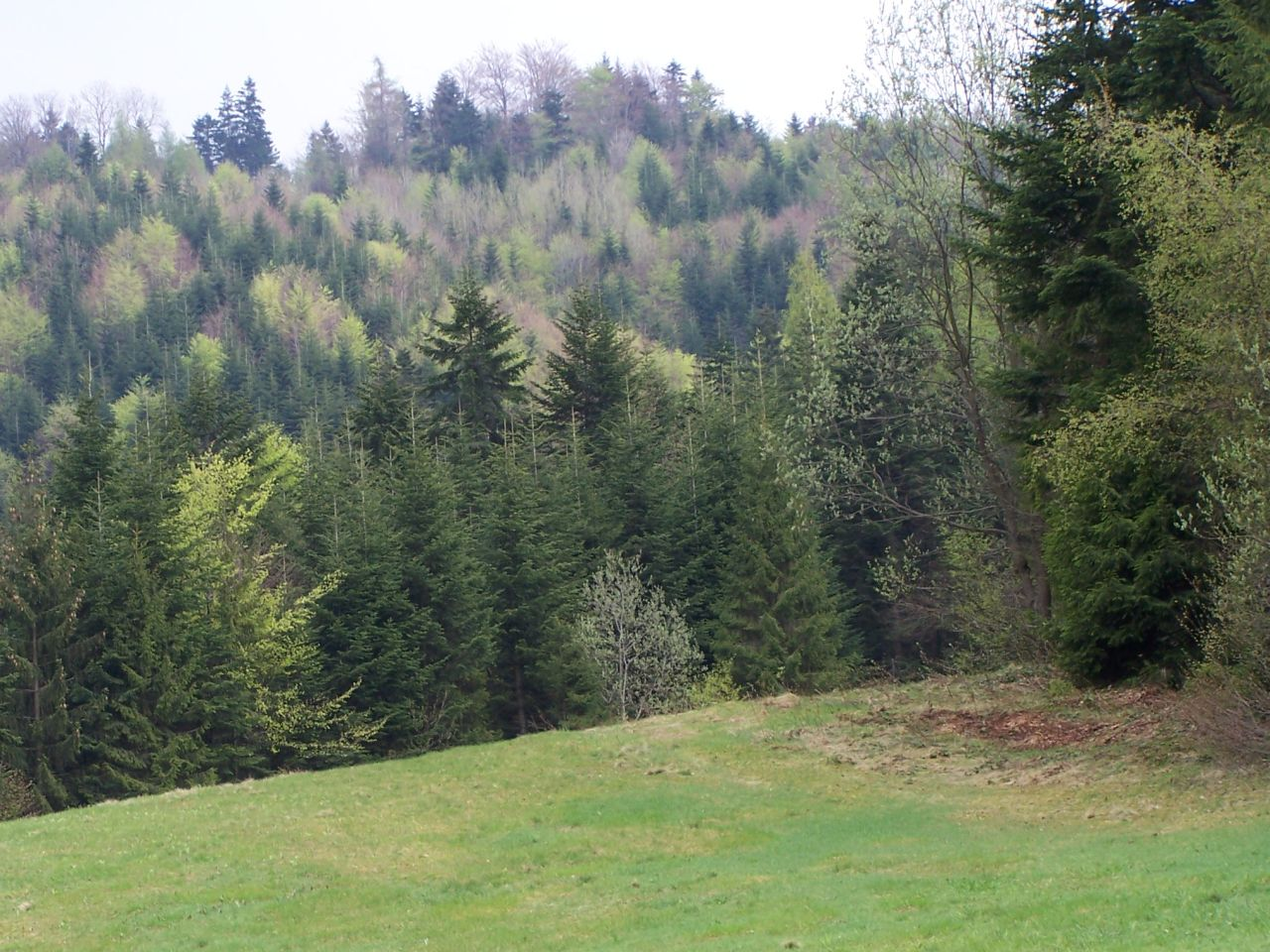
Las mieszany wiosną

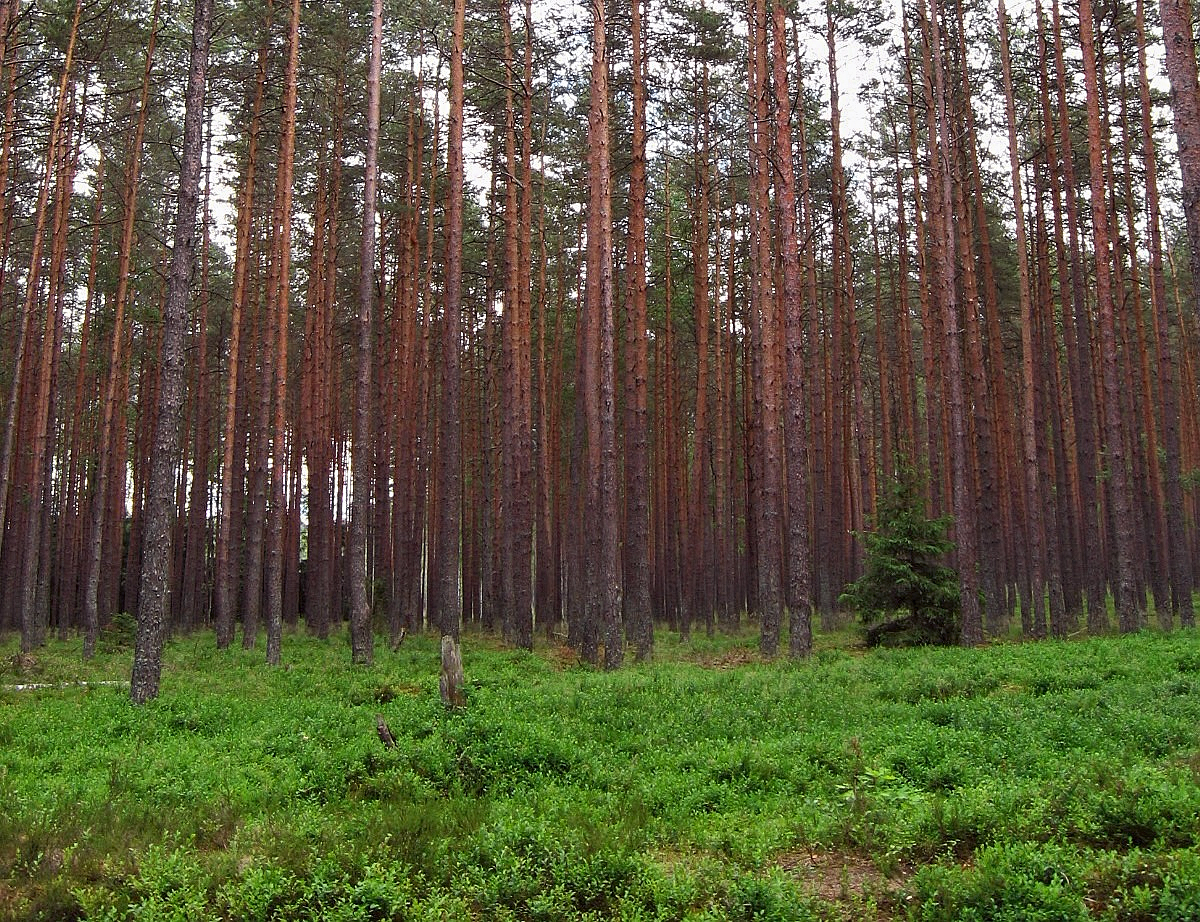
Bór świeży

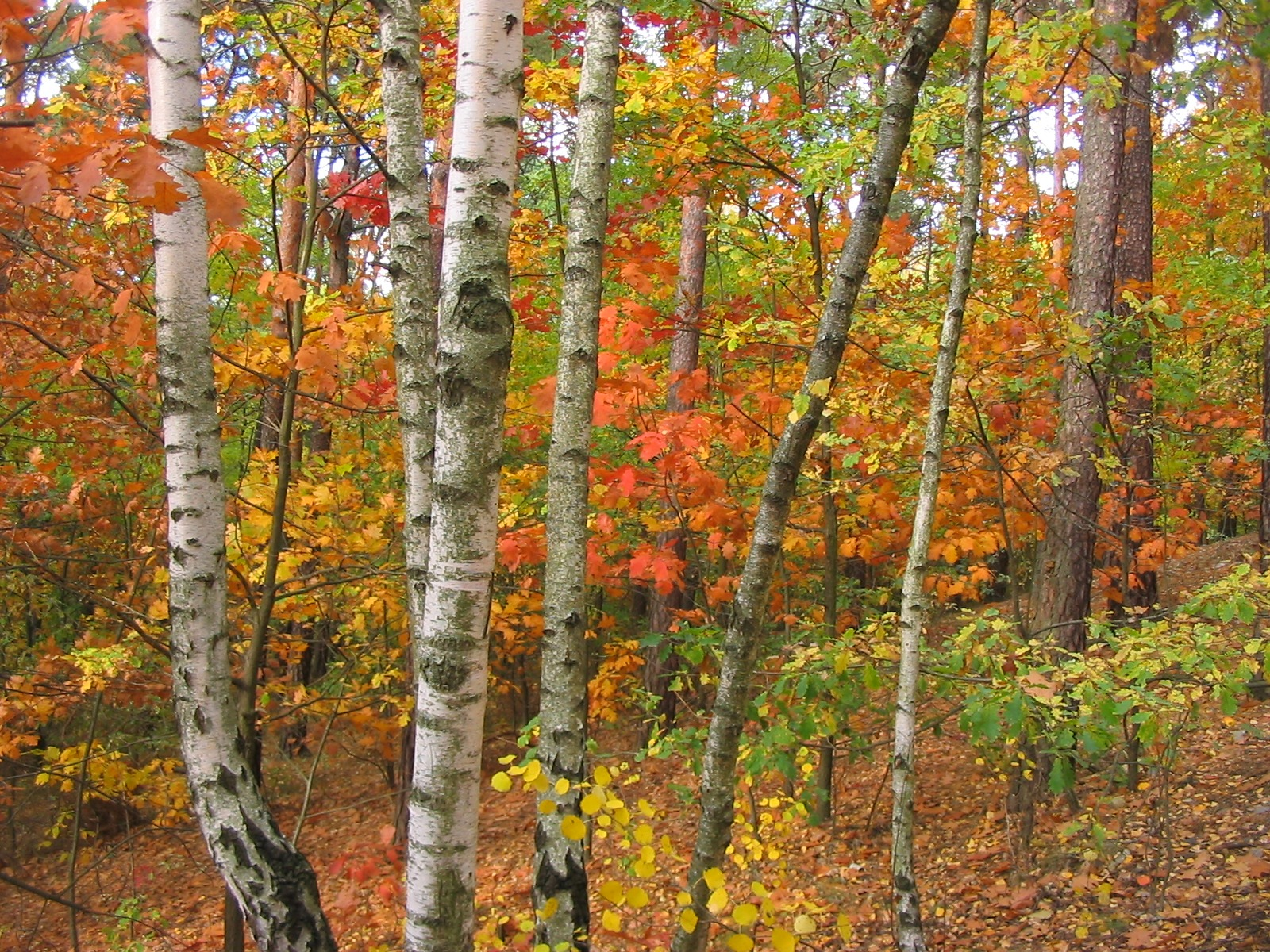
Las jesienią

Podatek leśny – podatek bezpośredni płacony w gminach. Pod wieloma względami jest zbliżony do podatku rolnego.
Podatek został wprowadzony ustawą z dnia 28 września 1991 roku o lasach (rozdział 9, art. 60-66). Podatek leśny należy do grupy podatków majątkowych, o charakterze bezpośrednio zasilającym budżet gmin. Z punktu widzenia budżetów samorządowych podatek leśny jest komplementarny względem podatku rolnego (np. grunty leśne nie wchodzą w skład gospodarstwa rolnego itd.). Podstawę opodatkowania podatkiem leśnym stanowi powierzchnia lasu, wyrażona w hektarach, wynikająca
z ewidencji gruntów i budynków.

## Stawka
Podstawowa stawka podatku wynosi równowartość pieniężną 0,220 m³ drewna z 1 hektara za rok podatkowy, obliczaną według średniej ceny sprzedaży drewna uzyskanej przez nadleśnictwa za pierwsze trzy kwartały roku poprzedzającego rok podatkowy. Średnią cenę ogłasza co roku w komunikacie prezes GUS.
Każda rada gminy może obniżyć kwotę stanowiącą średnią cenę sprzedaży drewna, przyjętą jako podstawa obliczania podatku na obszarze danej gminy. W podatku leśnym brak jest ulg podatkowych. Właściciele lasów wchodzących w skład rezerwatów przyrody i parków narodowych płacą stawkę w wysokości 50 proc.

## Podatnicy
Podatnikami tego podatku są:
- osoby fizyczne, osoby prawne, jednostki organizacyjne, w tym spółki, nieposiadające osobowości prawnej, będące:
  - właścicielami lasów
  - samoistnymi posiadaczami lasów
  - użytkownikami wieczystymi lasów
  - posiadaczami lasów stanowiących własność Skarbu Państwa albo jednostki samorządu terytorialnego.

Przedmiotem opodatkowania podatkiem leśnym są lasy, z wyjątkiem lasów zajętych na wykonywanie innej działalności gospodarczej niż działalność leśna. Przy czym lasem w rozumieniu ustawy są grunty leśne sklasyfikowane w ewidencji gruntów i budynków jako lasy.
Informację o lasach i deklarację na podatek leśny podatnik składa na uchwalonym w danej gminie formularzu. Rada gminy może określić, w drodze uchwały, sposób składania informacji o lasach oraz deklaracji na podatek leśny także w formie elektronicznej.
Osoby fizyczne są zobowiązane składać do właściwej gminy formularz informacji o lasach każdorazowo, gdy zaistnieje zmiana powodująca powstanie lub wygaśnięcie obowiązku zapłaty tego podatku (w terminie 14 dni). Podatek leśny od osób fizycznych wpłacany jest kwartalnie, w ratach proporcjonalnych, w terminach do dnia 15 marca, 15 maja, 15 września i 15 listopada roku podatkowego.
Osoby prawne oraz jednostki organizacyjne, w tym spółki, nieposiadające osobowości prawnej składają corocznie w terminie do 15 stycznia deklarację na podatek leśny na dany rok podatkowy. Wszelkie zmiany mające wpływ na obniżenie lub podwyższenie podatku leśnego takie podmioty są zobowiązane zgłaszać gminie w terminie 14 dni od zaistnienia zmiany. Osoby prawne oraz jednostki (spółki) bez osobowości prawnej płacą podatek leśny proporcjonalnie za poszczególne miesiące, do dnia 15 każdego miesiąca.

## Zwolnienia
Z płacenia podatku leśnego zwolnione są (art. 7 ustawy): 
- Przedmiotowe:

- lasy z drzewostanem w wieku do 40 lat,
- lasy wpisane indywidualnie do rejestru zabytków,
- użytki ekologiczne,
- Podmiotowe:
- uczelnie,
- publiczne i niepubliczne jednostki systemu oświaty oraz prowadzące je organy, w zakresie lasów zajętych na działalność oświatową,
- instytuty naukowe i pomocnicze jednostki naukowe PAN,
- podmioty prowadzące zakłady pracy chronionej (zpchr) lub zakłady aktywności zawodowej (ZAZ) w zakresie lasów zajętych na prowadzenie tego zakładu (po spełnieniu dodatkowego wymogu opisanego w ustawie),
- instytuty badawcze,
- przedsiębiorstwa o statusie centrum badawczo-rozwojowego w odniesieniu do lasów zajętych na cele prowadzonych badań i prac rozwojowych (zwolnienie jest w tym przypadku pomocą de minimis).

Właściwa miejscowo rada gminy, w drodze uchwały, może wprowadzić także inne zwolnienia przedmiotowe z tego podatku.